# Cantonul Ars-sur-Moselle
Cantonul Ars-sur-Moselle este un canton din arondismentul Metz-Campagne, departamentul Moselle, regiunea Lorena, Franța.

## Comune
| Comune               | Populație (1999) | Cod poștal | Cod INSEE |
| -------------------- | ---------------- | ---------- | --------- |
| Ancy-sur-Moselle     | 1 407            | 57130      | 57021     |
| Arry                 | 521              | 57680      | 57030     |
| Ars-sur-Moselle      | 4 799            | 57130      | 57032     |
| Châtel-Saint-Germain | 2 286            | 57160      | 57134     |
| Corny-sur-Moselle    | 2 229            | 57680      | 57153     |
| Dornot               | 196              | 57130      | 57184     |
| Gorze                | 1 213            | 57680      | 57254     |
| Gravelotte           | 739              | 57130      | 57256     |
| Jouy-aux-Arches      | 1 554            | 57130      | 57350     |
| Jussy                | 484              | 57130      | 57352     |
| Lessy                | 792              | 57160      | 57396     |
| Novéant-sur-Moselle  | 1 980            | 57680      | 57515     |
| Rezonville           | 328              | 57130      | 57578     |
| Rozérieulles         | 1 398            | 57160      | 57601     |
| Sainte-Ruffine       | 527              | 57130      | 57624     |
| Vaux                 | 866              | 57130      | 57701     |
| Vernéville           | 578              | 57130      | 57707     |
| Vionville            | 173              | 57130      | 57722     |